# Mimegralla resoluta
Mimegralla resoluta är en tvåvingeart som först beskrevs av Walker 1860.  Mimegralla resoluta ingår i släktet Mimegralla och familjen skridflugor. Inga underarter finns listade i Catalogue of Life.